# Notonecta
Genre
Notonecta est un genre d'insectes aquatiques de la famille des Notonectidae, de la sous-famille des Notonectinae. Ce sont des punaises carnivores.

## Historique et dénomination
Le genre Notonecta a été décrit par le naturaliste suédois Carl von Linné en 1758.

### Synonymie
- Paranecta Hutchinson, 1929
- Bichromonecta Hungerford, 1934
- Erythronecta Hungerford, 1934

## Liste des espèces rencontrées en Europe
Selon Fauna Europaea (22 sept. 2014), elles appartiennent toutes au sous-genre Notonecta (Notonecta) :
- Notonecta canariensis
- Notonecta glauca
- Notonecta lutea
- Notonecta maculata
- Notonecta meridionalis
- Notonecta obliqua
- Notonecta pallidula
- Notonecta reuteri
- Notonecta viridis